# Кюстринер-Форланд
Кюстринер-Форланд (нем. Küstriner Vorland) — община в Германии, в земле Бранденбург.
Входит в состав района Меркиш-Одерланд. Подчиняется управлению Гольцов. Население составляет 2754 человека (на 31 декабря 2010 года). Занимает площадь 45,97 км².
Коммуна подразделяется на 3 сельских округа.
| Год  | Население |
| ---- | --------- |
| 2005 | 3022      |
| 2010 | 2848      |

## Фотографии